# La strada scarlatta
La strada scarlatta (Scarlet Street) è un film del 1945 diretto da Fritz Lang.

## Trama
Cristopher Cross è un cassiere di mezza età, apprezzato dal suo principale e stimato dai colleghi, la cui vita è però amareggiata da un matrimonio infelice. Da qualche anno infatti, spinto dalla solitudine, ha sposato Adele, vedova di un poliziotto che, nel cercare di salvare una donna, è morto annegato ma il suo corpo non è mai stato trovato. Adele è una donna bisbetica ed egoista, rimprovera a Christopher di essere un fallito e di sprecare tempo e denaro nella sua unica passione, la pittura. In realtà Cross crea opere molto originali, che nessuno della sua cerchia è però in grado di apprezzare.
Per i suoi fedeli 25 anni di servizio, i colleghi organizzano una festa in suo onore e il suo principale gli fa dono di un orologio da taschino d'oro con dedica. Alla fine della serata, Cross assiste a un'aggressione e presta soccorso a una donna, Kitty March, giovane e bella. Per un equivoco, Kitty si convince che egli sia un pittore ricco e famoso. Spinta da Johnny, il suo spregiudicato, disonesto e manesco amante, Kitty si fa passare per attrice, accetta il suo timido corteggiamento e lo spinge a spese sempre maggiori, convincendolo a prendere per lei un appartamento in affitto in cui Cross trasferisce anche tutti i suoi dipinti, nel timore che sua moglie possa decidere di cederli a un rigattiere, come andava minacciando. Per affrontare la spesa, Cross è costretto a sottrarre fondi dalla ditta in cui lavora.
Johnny, che si fa mantenere da Kitty, ritenendo i quadri di Cross di nessun valore, vuol dimostrare alla sua amante di essere stata da questo ingannata e fa stimare le tele da un critico d'arte che le giudica negativamente. Per tentare poi di venderne di nascosto alcuni ad una fiera, li fa firmare da Kitty, in quanto Cross non vi apponeva alcuna firma. I dipinti vengono però inaspettatamente notati e acquistati da un celebre critico d'arte. Aprendosi così prospettive di forti guadagni, Johnny spinge l'amante a farsi passare per l'autrice. Nel frattempo la moglie di Cross vede i quadri esposti in una famosa galleria d'arte, ma non crede siano opera del marito, il quale piuttosto deve averli maldestramente copiati. Cross si reca allora da Kitty per spiegazioni, ma, accecato dalla passione, la giustifica e crede alle sue bugie, ritenendo anzi che il successo dei suoi quadri sia proprio dovuto al fatto che li abbia firmati lei. Per ringraziarla, le dipinge un ritratto perché lei lo faccia passare per un autoritratto; l'opera viene molto apprezzata.
Intanto ricompare il primo marito di Adele, che s'era fatto credere morto per sparire dalla circolazione in quanto implicato in un affare di corruzione: questo consente a Cross di liberarsi del legame con la moglie, oramai insopportabile. Cross si reca quindi a sorpresa presso l'abitazione di Kitty per chiederle finalmente di sposarlo, ma scopre la donna insieme a Johnny e si allontana fortemente deluso e amareggiato. Johnny, infuriato, addebitando all'amante la colpa di essere stato visto in casa da Cross, la schiaffeggia e va via anche lui.
Soltanto il mattino seguente Cross ritorna da Kitty per un dialogo chiarificatore, ma quest'ultima lo insulta deridendolo, perché vecchio e brutto, facendogli capire di non averlo mai amato. Cross, rendendosi conto di essere stato sempre ingannato, in un momento di follia, la pugnala a morte attraverso la coperta sotto la quale la donna aveva cercato riparo. Del delitto viene però accusato Johnny, che, visibilmente ubriaco e alterato, viene visto poco dopo recarsi in casa di Kitty. Cross, che nel frattempo è stato licenziato dal suo datore di lavoro dopo la scoperta degli ammanchi di cassa, durante il processo conferma che i quadri sono stati dipinti da Kitty per non attrarre sospetti su di lui e per punire Johnny, che ritiene il vero responsabile della morte di Kitty. Il giovane viene condannato e giustiziato.
Solo e disperato, continuamente ossessionato dalle voci di Kitty e Johnny, ormai uniti per sempre dalla morte, il pover'uomo tenta d'impiccarsi, ma invano. Anni dopo lo ritroviamo ridotto a un rottame, mentre passa davanti a una famosa galleria d'arte dalla cui vetrina l'«autoritratto» di Kitty viene in quel momento ritirato per essere stato venduto a 10 000 dollari.

## Produzione
Nell'aprile del 1945 Lang crea la Diana Productions, Inc., di cui fanno parte Walter Wanger (vicepresidente e produttore esecutivo), sua moglie Joan Bennett e Dudley Nichols. Alla ricerca di un soggetto per la prima produzione della Diana, Lang viene a sapere che la Paramount aveva acquistato i diritti di La cagna, film realizzato in Francia da Jean Renoir. Il regista Lubitsch, incaricato dell'adattamento, aveva però rinunciato al progetto perché non riusciva a trovare il modo di adattare l'argomento ai gusti del pubblico americano. Una traduzione letterale dello stesso titolo sicuramente non sarebbe stata accettato da parte dello Hays Office, per cui al regista viene in mente di trasferire l'ambientazione al Greenwich Village pur cercando di mantenere la stessa atmosfera.
Tuttavia, mentre nel film di Renoir la protagonista è una prostituta che dice esplicitamente di vivere con il suo protettore, in questo adattamento Kitty è una commessa che, prima di "innamorarsi" di Johnny e accettare di mantenerlo, coabita con un'amica che disegna cinture per lo stesso negozio di abbigliamento dove lei lavora. Il problema più grande nell'adattamento del soggetto fu nel far accettare, prima volta in un film hollywoodiano, che un innocente fosse giustiziato per un crimine che non aveva commesso. Dipingendo Johnny come una figura sommamente sgradevole e descrivendo la caduta di Chris in una crisi profonda, caratterizzata dall'ossessione delle voci di Kitty e Johnny che lo torturano anche dopo la morte, Lang in ogni caso riuscì a tenere in piedi il teorema del «delitto che non paga» e a superare le obiezioni del Codice Hays.

### Soggetto
La pellicola è il secondo adattamento cinematografico del romanzo La Chienne di Georges de la Fouchardière, già trasposto al cinema da Jean Renoir con il film La cagna del 1931.

### Cast
Il film è interpretato dallo stesso trio di attori – Edward G. Robinson, Joan Bennett e Dan Duryea – che Lang aveva diretto nell'anno precedente nel film La donna del ritratto.

### Personaggi e loro nomi
(Stefano Socci, Fritz Lang, p. 79)

### Titolo
(Simone Villani, L'essenza e l'esistenza, pp. 32-33)
Lang racconta che insieme a Wanger e a Joan Bennet non riuscivano a trovare un titolo appropriato al film, finché egli si ricordò di un passo dell'Apocalisse in cui la grande meretrice Babilonia viene descritta come "la donna vestita di porpora e di scarlatto".

### Riprese
La lavorazione del film durò 56 giorni. Lang ambienta la storia, anziché a Parigi e a Montmartre come nel romanzo e nel film di Renoir, a New York, nel quartiere degli artisti di Greenwich Village, completamente ricostruito in studio.

### Prima
La prima si ebbe il 28 dicembre 1945.

## Critica
Georges Sadoul:
(Georges Sadoul, Il cinema, p. 94)
Paolo Mereghetti:
(Paolo Mereghetti, Dizionario dei film, p. 1146)
Simone Villani:
(Simone Villani, L'essenza e l'esistenza, p. 39)
Renato Venturelli:
(Renato Venturelli, L'età del noir, p. 136)